# Spory o kapitalizm
Spory o kapitalizm – książka Ryszarda Legutki wydana w 1994 roku nakładem wydawnictwa Znak. Autor analizuje najważniejsze filozoficzne interpretacje zjawiska wolnego rynku i systemu kapitalistycznego, a także prezentuje spory na temat związku kapitalizmu i religii. 